# شقيف
شقيف هي إحدى القرى المحتلة والمدمرة التابعة لمحافظة القنيطرة في هضبة الجولان بجنوب غرب سوريا.
قرية تتبع ناحية قرى مركز ومنطقة القنيطرة عدد سكانها 320 نسمة عام 1967 وترتفع 620 م فوق سطح البحر. تقع على الحافة الغربية من هضبة الجولان. تشرف على وادي حواء من الشرق، يبدأ عندها وادي العسلية. تحيط بها الحراج.
تقع إلى الجنوب الغربي لمدينة القنيطرة وتبعد عنها 25 كم.
كان يعمل سكانها بتربية المواشي والأبقار، إلى جانب بعض الزراعات البعلية البسيطة. 
تشرب من مياه عين غزال رشيد تتبعها مزرعة السويهية.